# Maithripala Sirisena
Maithripala Sirisena, tamilsky மைத்திரிபால சிறிசேன (* 3. září 1951 Yagoda, Srí Lanka) je v pořadí sedmým prezidentem Srí Lanky a vrchním velitelem srílanských ozbrojených sil. V úřadu byl od 9. ledna 2015 do 18. listopadu 2019, kdy ho vystřídal Gotabaja Radžapaksa.

## Politika
Vyrůstal v zemědělské rodině a zpočátku působil v zemědělských družstvech. Na škole se stal členem mládežnické organizace Srílanské svobodné strany a od roku 1978 působil jako politik. V roce 1983 byl zvolen předsedou mládežnické organizace Srílanské svobodné strany na Srí Lance. V roce 1989 byl poprvé zvolen do srílanského parlamentu. V letech 1997 až 2001 a znovu od roku 2004 do roku 2014 zastával různé ministerské posty ve srílanské vládě, včetně ministra obrany a v poslední době ministra zdravotnictví.
Na tiskové konferenci dne 21. listopadu 2014 Sirisena překvapivě oznámil svou kandidaturu na nadcházející prezidentské volby jako kandidáta opozice. Současně oznámil odchod ze Srílanské svobodné strany a odstoupení z ministerstva. Prezidenta Mahindu Radžapaksa obvinil Sirisena, že chce vést zemi k diktatuře. Obvinil ho z nepotismu. Srí Lanka je podle něho vydána na milost Rajapaksovu režimu korupce a právní nejistoty. Po jeho překvapivém vítězství v prezidentských volbách dne 8. ledna 2015 oznámil, že omezí pravomoci prezidenta, které rozšířil jeho předchůdce, posílí parlament a chce revidovat silný příklon k Číně, aby se přezkoumaly společné projekty korupce. 30. ledna 2015 jmenoval tamilce Kanagasabapathy Sripavana hlavním soudcem Srí Lanky,což bylo také interpretováno jako signál smíření s tamilskou menšinou v zemi. O několik dní dříve Sirisena rehabilitoval hlavního soudce Shirani Bandaranayake, který byl předchůdcem Radžapaksem propuštěn s obviněním z korupce.